# Rosochatka (szczyt)
Rosochatka (753 m) – szczyt zlokalizowany w północno-zachodniej części Beskidu Niskiego w grupie Gór Grybowskich. Jest to wybitny i zalesiony szczyt na północny zachód od Ptaszkowej i drogi krajowej nr 28. Południowe stoki góry opadają ku drodze nr 28 na wysokości Cieniawy, natomiast wschodnie stoki opadają ku drodze Cieniawa – Krużlowa.
Rosochatka kończy długie na 10-11 km pogórskie pasemko, ciągnące się od Nowego Sącza w kierunku wschodnim przez Mużeń (450 m), Wysuckę (500 m) i Jodłową Górę (715 m). Na południowym stoku znajduje się nieczynny kamieniołom. U jej podnóża położone są wsie: Stara Wieś, Ptaszkowa, Posadowa Mogilska i Krużlowa.
Na wierzchołku stoi wysoki metalowy krzyż wystawiony staraniem ks. Romana Wanatowicza w 1982 roku dla upamiętnienia 600-lecia obecności Cudownego Obrazu Matki Boskiej Jasnogórskiej w klasztorze OO paulinów w Częstochowie.